# Omloop Het Nieuwsblad 2018
L'Omloop Het Nieuwsblad 2018 fou la 73a edició de l'Omloop Het Nieuwsblad. Es disputà el 24 de febrer de 2018 sobre un recorregut de 196,2 km amb sortida a Gant i arribada a Meerbeke. La cursa formà part per de l'UCI World Tour 2018, amb una categoria 1.UWT.
El vencedor final fou el danès Michael Valgren (Astana Qazaqstan Team), que s'imposà en solitari en l'arribada a Meerbeke. Valgren basà la victòria en un atac a poc més de 2 km, quan deixà enrere els seus companys d'escapada. Lukasz Wisniowski (Team Sky) i Sep Vanmarcke (EF Education First-Drapac) arribaren segon i tercer respectivament a 12" del vencedor.

## Presentació

### Recorregut
Durant el recorregut els ciclistes han de superar tretze cotes :
| Núm. | Nom                     | Km d'etapa (km) | Ferm   | Llargada(m) | Mitjana de desnivell (%) | Màxim desnivell (%) | Distància al final (km) |
| ---- | ----------------------- | --------------- | ------ | ----------- | ------------------------ | ------------------- | ----------------------- |
| 1    | Leberg                  | 64,1            | asfalt | 950         | 4,2 %                    | 13,8 %              | 133,4                   |
| 2    | den Ast                 | 99,1            | asfalt | 450         |                          |                     | 98,4                    |
| 3    | Kattenberg              | 107,2           | asfalt | 600         | 6,7 %                    | 8 %                 | 90,3                    |
| 4    | Leberg                  | 119,6           | asfalt | 950         | 4,2 %                    | 13,8 %              | 77,9                    |
| 5    | Kokkerelle              | 132,7           |        | 1 200       |                          |                     | 64,8                    |
| 6    | Wolvenberg              | 135,8           | asfalt | 645         | 7,9 %                    | 17,3 %              | 61,7                    |
| 7    | Molenberg               | 144,8           | pavé   | 463         | 7 %                      | 14,2 %              | 52,7                    |
| 8    | Leberg                  | 155,7           | asfalt | 950         | 4,2 %                    | 13,8 %              | 41,8                    |
| 9    | Berendries              | 159,8           | asfalt | 940         | 7 %                      | 12,3 %              | 37,7                    |
| 10   | Valkenberg              | 165,1           | asfalt | 540         | 8,1 %                    | 12,8 %              | 32,4                    |
| 11   | Tenbose                 | 171,4           | asfalt | 450         | 6,9 %                    | 8,7 %               | 26,1                    |
| 12   | Muur van Geraardsbergen | 181,7           | pavé   | 475         | 9,3 %                    | 19,8 %              | 15,8                    |
| 13   | Bosberg                 | 185,6           | pavé   | 980         | 5,8 %                    | 11 %                | 11,8                    |

A més d'aquestes 13 ascensions hi ha 8 sectors de pavé repartits entre 91,6 km:
| Sector | Nom            | Km    | Llargada (m) | Km a l'arribada |
| ------ | -------------- | ----- | ------------ | --------------- |
| 1      | Haaghoek       | 61,1  | 2 000        | 136,4           |
| 2      | Huisepontweg   | 93,4  | 1 800        | 104,1           |
| 3      | Lang Aststraat | 99,1  | 500          | 98,4            |
| 4'     | Holleweg       | 107,9 | 350          | 89,6            |
| 5      | Haaghoek       | 116,6 | 2 000        | 80,8            |
| 6      | Ruitersstraat  | 135,9 | 800          | 61,6            |
| 7      | Jagerij        | 138,6 | 800          | 58,9            |
| 8      | Haaghoek       | 152,7 | 2 000        | 44,8            |

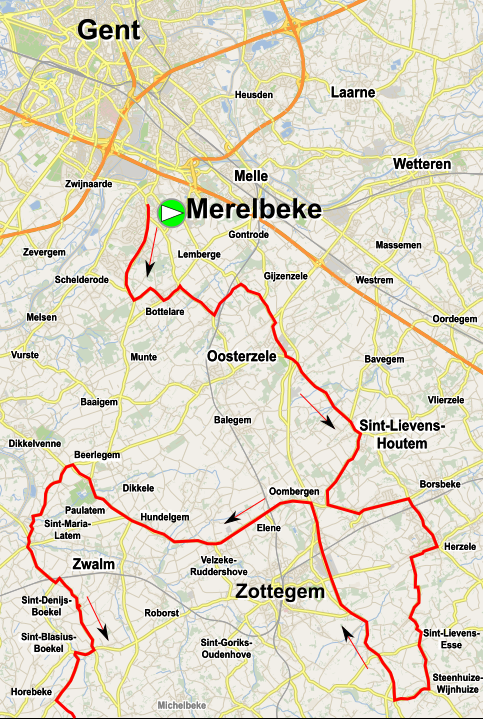
Part nord de la cursa :                      Inici del recorregut
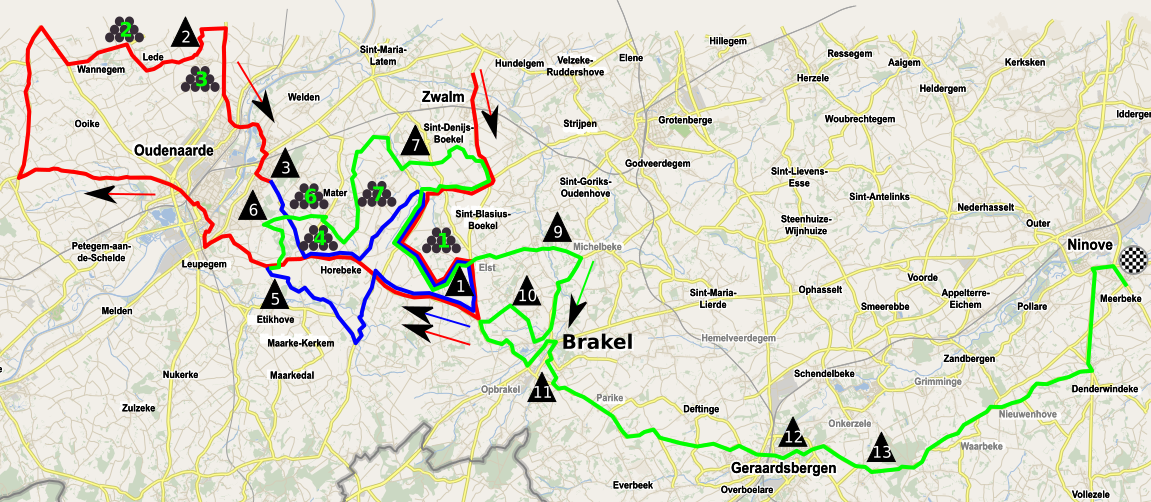
Part sud de la cursa :                      Inici del recorregut                     Part intermèdia del recorregut                     Final

### Equips
| WorldTeams (17)- AG2R La Mondiale - Astana - Bahrain-Merida - BMC Racing Team - Bora-Hansgrohe - Dimension Data - EF Education First-Drapac p/b Cannondale - FDJ - Katusha-Alpecin - Lotto NL-Jumbo - Lotto Soudal - Mitchelton-Scott - Quick-Step Floors - Sky - Team Sunweb - Trek-Segafredo - UAE Team Emirates Equips continentals professionals (8)- Cofidis, Solutions Crédits - Fortuneo-Samsic - Roompot-Nederlandse Loterij - Sport Vlaanderen-Baloise - Vérandas Willems-Crelan - Vital Concept - Wanty-Groupe Gobert - WB-Aqua Protect-Veranclassic |
| |

## Classificació final
| \| Classificació general \| Classificació general \| Classificació general \| Classificació general \| Classificació general \| \| Corredor \| Corredor \| Equip \| Temps \| \| \| --------------------- \| ------------------------ \| -------------------------- \| --------------------- \| --------------------- \| \| 1r \| Michael Valgren Andersen \| Astana \| 4h 50' 14" \| \| \| 2n \| Łukasz Wiśniowski \| Team Sky \| + 12" \| \| \| 3r \| Sep Vanmarcke \| EF Education First-Drapac \| + 12" \| \| \| 4t \| Jasper Stuyven \| Trek-Segafredo \| + 12" \| \| \| 5è \| Philippe Gilbert \| Quick-Step Floors \| + 12" \| \| \| 6è \| Edward Theuns \| Team Sunweb \| + 12" \| \| \| 7è \| Bert Van Lerberghe \| Cofidis, Solutions Crédits \| + 12" \| \| \| 8è \| Sonny Colbrelli \| Bahrain-Merida \| + 12" \| \| \| 9è \| Arnaud Démare \| FDJ \| + 12" \| \| \| 10è \| Marcus Burghardt \| Bora-Hansgrohe \| + 12" \| \| \| 11è \| Owain Doull \| Team Sky \| + 12" \| \| \| 12è \| Mads Würtz Schmidt \| Katusha-Alpecin \| + 12" \| \| \| 13è \| Scott Thwaites \| Dimension Data \| + 12" \| \| \| 14è \| Sacha Modolo \| EF Education First-Drapac \| + 12" \| \| \| 15è \| Dries Van Gestel \| Sport Vlaanderen-Baloise \| + 12" \| \| \| 16è \| Timo Roosen \| LottoNL-Jumbo \| + 12" \| \| \| 17è \| Amaury Capiot \| Sport Vlaanderen-Baloise \| + 12" \| \| \| 18è \| Silvan Dillier \| AG2R La Mondiale \| + 12" \| \| \| 19è \| Amund Grøndahl Jansen \| LottoNL-Jumbo \| + 12" \| \| \| 20è \| Zdeněk Štybar \| Quick-Step Floors \| + 12" \| \| |                          |                            |            |
| |                          |                            |            |
| Font: ProCyclingStats |                          |                            |            |
| Classificació general |                          |                            |            |
| Corredor | Corredor                 | Equip                      | Temps      |
| 1r | Michael Valgren Andersen | Astana                     | 4h 50' 14" |
| 2n | Łukasz Wiśniowski        | Team Sky                   | + 12"      |
| 3r | Sep Vanmarcke            | EF Education First-Drapac  | + 12"      |
| 4t | Jasper Stuyven           | Trek-Segafredo             | + 12"      |
| 5è | Philippe Gilbert         | Quick-Step Floors          | + 12"      |
| 6è | Edward Theuns            | Team Sunweb                | + 12"      |
| 7è | Bert Van Lerberghe       | Cofidis, Solutions Crédits | + 12"      |
| 8è | Sonny Colbrelli          | Bahrain-Merida             | + 12"      |
| 9è | Arnaud Démare            | FDJ                        | + 12"      |
| 10è | Marcus Burghardt         | Bora-Hansgrohe             | + 12"      |
| 11è | Owain Doull              | Team Sky                   | + 12"      |
| 12è | Mads Würtz Schmidt       | Katusha-Alpecin            | + 12"      |
| 13è | Scott Thwaites           | Dimension Data             | + 12"      |
| 14è | Sacha Modolo             | EF Education First-Drapac  | + 12"      |
| 15è | Dries Van Gestel         | Sport Vlaanderen-Baloise   | + 12"      |
| 16è | Timo Roosen              | LottoNL-Jumbo              | + 12"      |
| 17è | Amaury Capiot            | Sport Vlaanderen-Baloise   | + 12"      |
| 18è | Silvan Dillier           | AG2R La Mondiale           | + 12"      |
| 19è | Amund Grøndahl Jansen    | LottoNL-Jumbo              | + 12"      |
| 20è | Zdeněk Štybar            | Quick-Step Floors          | + 12"      |